# Табарка
Табарка (араб. طبرقة) — прибережне місто на північному заході Тунісу. Знаходиться неподалік від кордону з Алжиром. 
Місто відоме своїми коралами, Кораловим фестивалем підводної фотографії та щорічним джазовим фестивалем. 
Це історичне місто, що зберігає згадки про фінікійську, давньоримську, арабську та османську цивілізації. Над містом височить скелястий острів з генуезькою фортецею. 
В місті функціонує міжнародний аеропорт.

## Клімат
Місто знаходиться у зоні, котра характеризується середземноморським кліматом. Найтепліший місяць — серпень із середньою температурою 25.6 °C (78 °F). Найхолодніший місяць — січень, із середньою температурою 12.2 °С (54 °F).
| Клімат Табарки          | Клімат Табарки | Клімат Табарки | Клімат Табарки | Клімат Табарки | Клімат Табарки | Клімат Табарки | Клімат Табарки | Клімат Табарки | Клімат Табарки | Клімат Табарки | Клімат Табарки | Клімат Табарки | Клімат Табарки |
| Показник                | Січ.           | Лют.           | Бер.           | Квіт.          | Трав.          | Черв.          | Лип.           | Серп.          | Вер.           | Жовт.          | Лист.          | Груд.          | Рік            |
| Абсолютний максимум, °C | 26             | 28             | 30             | 32             | 37             | 43             | 43             | 43             | 42             | 38             | 28             | 28             | 43             |
| Середній максимум, °C   | 15             | 15             | 16             | 18             | 22             | 25             | 29             | 29             | 27             | 23             | 18             | 16             | 21             |
| Середня температура, °C | 12             | 12             | 13             | 15             | 18             | 21             | 25             | 25             | 23             | 20             | 16             | 13             | 18             |
| Середній мінімум, °C    | 9              | 9              | 10             | 11             | 14             | 17             | 20             | 21             | 19             | 16             | 12             | 10             | 14             |
| Абсолютний мінімум, °C  | −1             | 2              | 2              | 5              | 7              | 11             | 12             | 13             | 12             | 8              | 2              | 2              | −1             |
| Днів з опадами          | 15             | 13             | 14             | 11             | 9              | 4              | 2              | 3              | 5              | 12             | 15             | 14             | 117            |
| Днів з дощем            | 15             | 13             | 14             | 11             | 9              | 4              | 2              | 3              | 5              | 12             | 15             | 14             | 117            |
| ----------------------- | -------------- | -------------- | -------------- | -------------- | -------------- | -------------- | -------------- | -------------- | -------------- | -------------- | -------------- | -------------- | -------------- |
| Джерело: Weatherbase    |                |                |                |                |                |                |                |                |                |                |                |                |                |